# Polyrhachis latispina
Polyrhachis latispina är en myrart som beskrevs av Carlo Emery 1925. Polyrhachis latispina ingår i släktet Polyrhachis och familjen myror. Inga underarter finns listade i Catalogue of Life.

## Bildgalleri

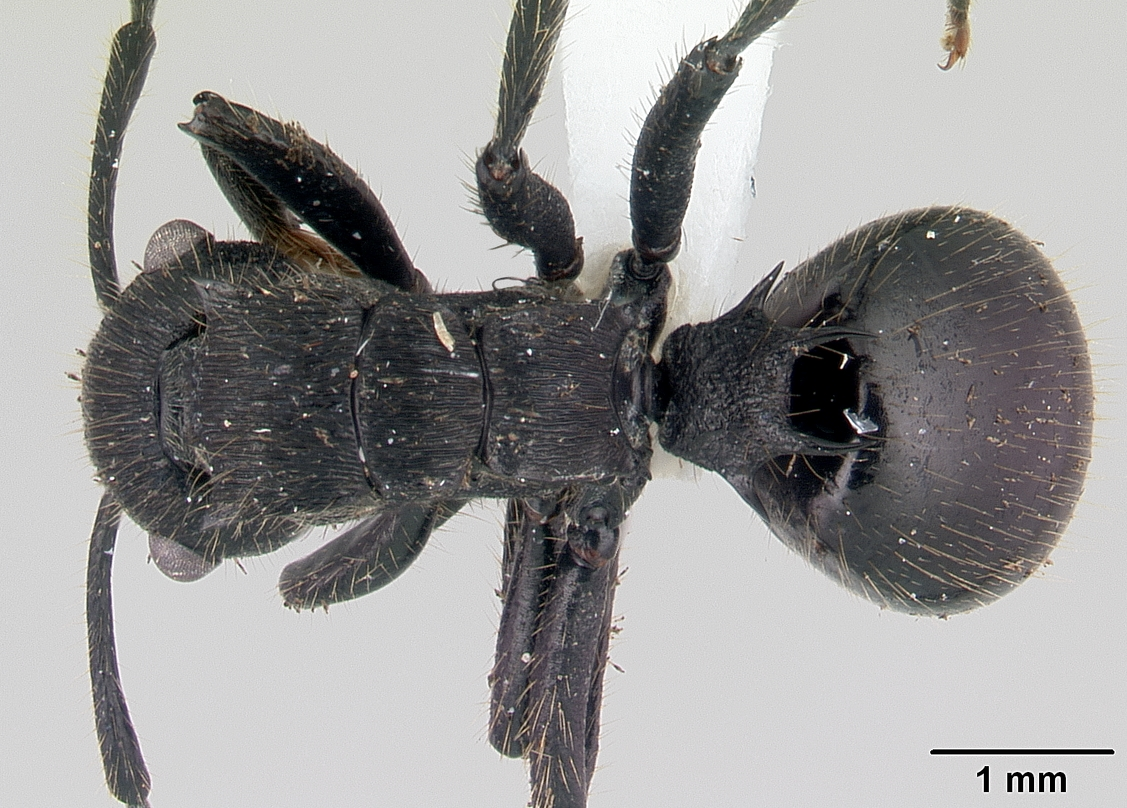
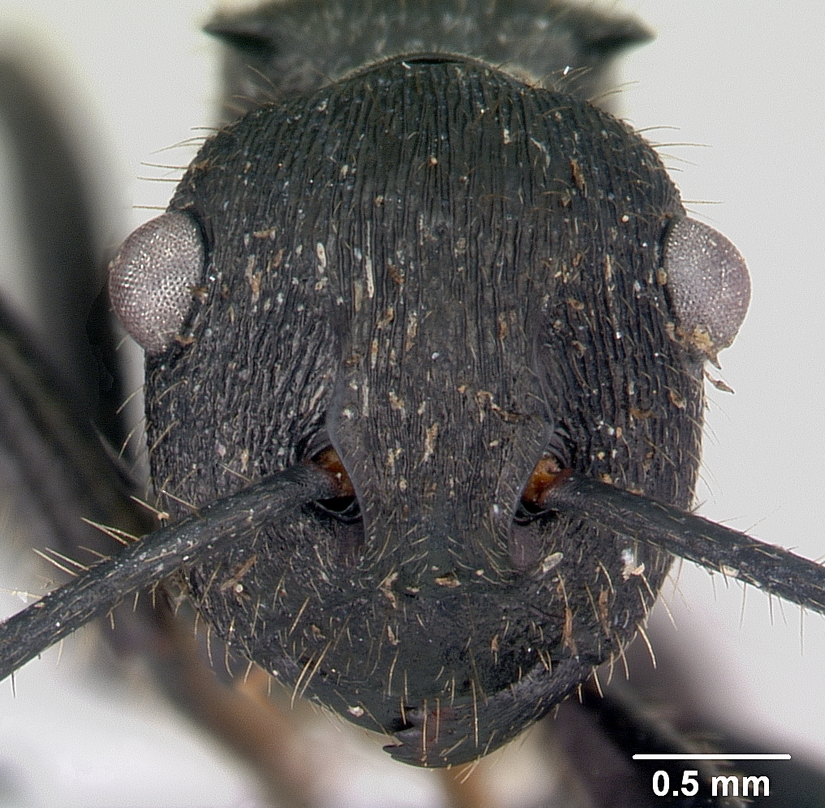
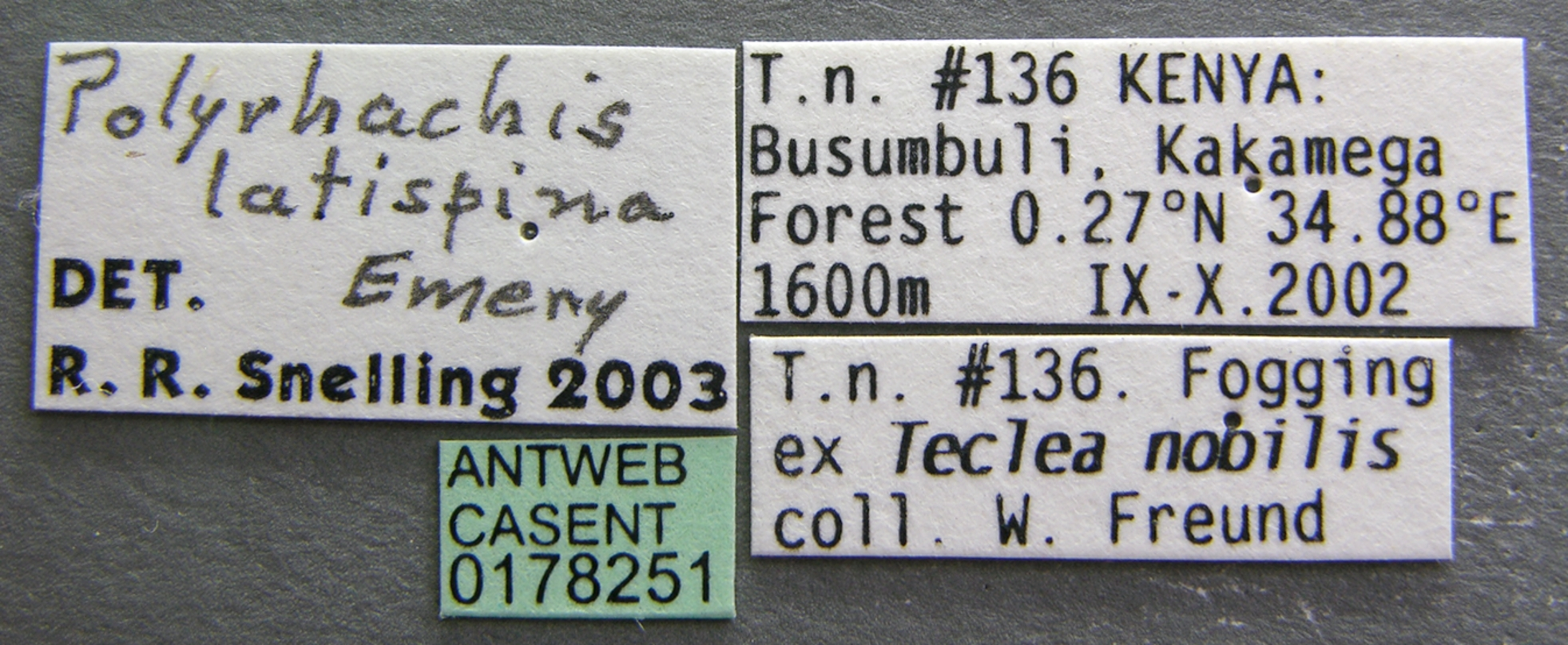
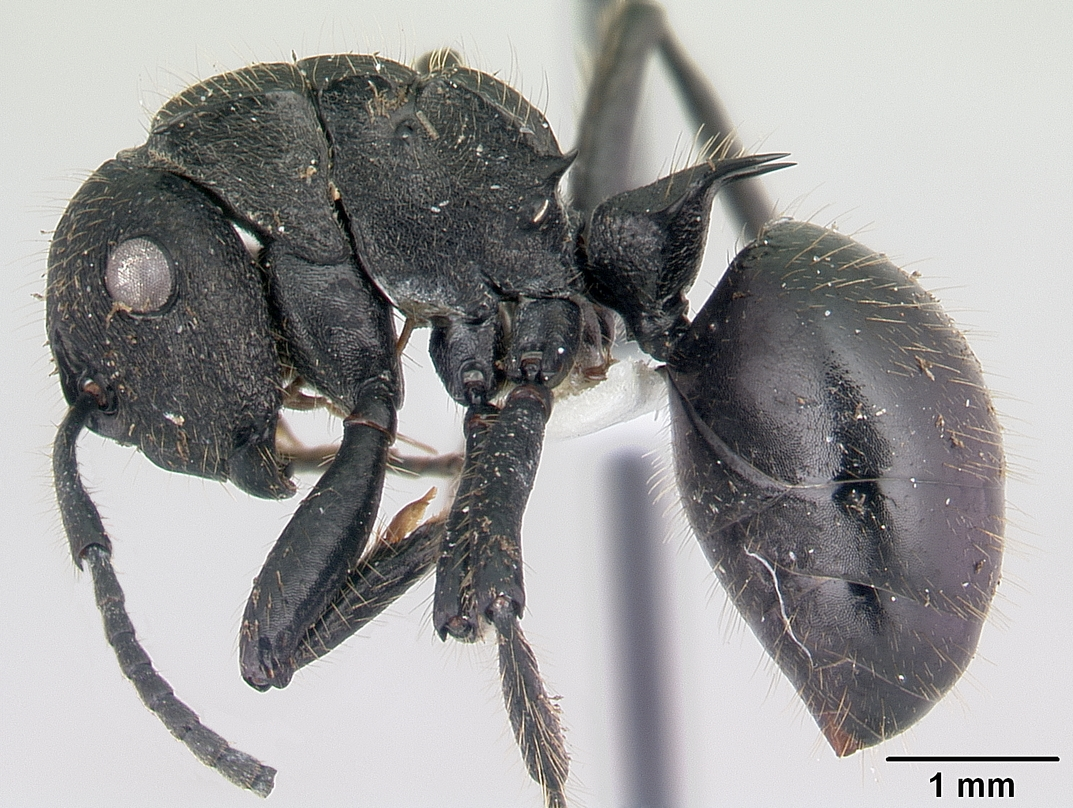